# 高雄市立明華國民中學
高雄市立明華國民中學（英語：Kaohsiung Municipal Minghua Junior High School），簡稱明華國中，是一所位於高雄市鼓山區的市立國民中學。

## 學校簡史
- 2001年黃淑卿校長依高市府研二字第19784號函籌設明華國中。於2003年借用大義國中校舍正式成立，第一年招生7班。
- 2004年第一期校舍正式落成，並遷回校本部。同年，第二期校舍正式開工。
- 2006年第二期校舍落成，國一學生由臨時教室正式遷入。
- 2008年榮獲學校建築之光獎。
- 2018年全國科展學校團體獎第一名
- 2020年全國科展學校團體獎第一名
- 2023年6月7日首隻學習輔助犬Pretty獲頒畢業證書

## 歷任校長
- 第一任：黃淑卿（2003年7月1日－2011年7月31日）
- 第二任：詹諄（2011年8月1日－2019年2月1日）
- 第三任(代理校長)：張美玲 (原輔導主任,2019年2月1日-2019年7月31日)
- 第四任：鄭志昇（2019年8月1日-）

## 地理位置
座落於鼓山區明誠三路與博愛二路、南屏路交叉口，學校東臨明誠商圈、西近高雄高分院；南有龍華國小、凹子底森林公園及捷運凹子底站，北有三民家商及高雄巨蛋。
人稱明華後花園瑞豐夜市。
而學校正門則位於明誠三路、側門位於南屏路。

## 外部連結
- http://www.mhjh.kh.edu.tw/ （页面存档备份，存于）